# Erioptera leucopoda
Erioptera leucopoda là một loài ruồi trong họ Limoniidae. Chúng phân bố ở miền Cổ bắc.